# Polkovnik Serafimovo
Polkovnik Serafimovo (Bulgaars: Полковник Серафимово) is een dorp in Bulgarije. Het dorp is gelegen in de gemeente Smoljan in de gelijknamige oblast Smoljan, niet ver van de grens met Griekenland.

## Bevolking
Het dorp Polkovnik Serafimovo had bij een schatting van 2020 een inwoneraantal van 112 personen. Dit waren 25 mensen (-18,3%) minder dan 137 inwoners bij de officiële census van februari 2011. De gemiddelde jaarlijkse groei in die periode komt daarmee uit op -2%, hetgeen lager is dan het landelijk jaarlijks gemiddelde over deze periode (-0,63%). Het aantal inwoners vertoont al tientallen jaren een dalende trend: in 1946 woonden er nog 1.331 personen in het dorp.
- 1934 1240
Koninkrijk Bulgarije
- 1946 1331
Volksrepubliek Bulgarije
- 1956 989
Volksrepubliek Bulgarije
- 1965 829
Volksrepubliek Bulgarije
- 1975 547
Volksrepubliek Bulgarije
- 1985 378
Volksrepubliek Bulgarije
- 1992 288
Republiek Bulgarije
- 2001 220
Republiek Bulgarije
- 2011 137
Republiek Bulgarije
- 2020 112
Republiek Bulgarije

- Koninkrijk Bulgarije
- Volksrepubliek Bulgarije
- Republiek Bulgarije

In het dorp wonen uitsluitend etnische Bulgaren. In februari 2011 identificeerden alle 115 ondervraagden zichzelf als etnische Bulgaren.
| Etnische samenstelling van de respondenten (2011) | Etnische samenstelling van de respondenten (2011) | Etnische samenstelling van de respondenten (2011) | Etnische samenstelling van de respondenten (2011) | Etnische samenstelling van de respondenten (2011) |
| ------------------------------------------------- | ------------------------------------------------- | ------------------------------------------------- | ------------------------------------------------- | ------------------------------------------------- |
|                                                   |                                                   |                                                   |                                                   |                                                   |
| Bulgaren                                          | Bulgaren                                          |                                                   | 100,0%                                            | 100,0%                                            |
| Turken                                            | Turken                                            |                                                   | 0,0%                                              | 0,0%                                              |
| Roma                                              | Roma                                              |                                                   | 0,0%                                              | 0,0%                                              |
| Anders/Onbekend                                   | Anders/Onbekend                                   |                                                   | 0,0%                                              | 0,0%                                              |